# Hulan He
L'Hulan He (呼兰河S, Hūlán HéP; in russo  Хуланьхэ?, Chulan'chė) è un affluente sinistro del Songhua nella Cina nord-orientale. Il fiume scorre nella provincia dell'Heilongjiang.

## Descrizione
Il fiume ha origine nella parte sud-occidentale del Piccolo Khingan, scorre a sud-ovest attraverso il territorio della città-contea di Tieli della prefettura di Yichun, quindi verso ovest attraverso il territorio del distretto di Beilin costeggiando da nord la città di Suihua. Quindi riceve da destra l'affluente Tunkėn'chė (proveniente da nord) e gira verso sud e poi sud-est. Sfocia nel Songhua nel distretto di Hulan, a nord di Harbin. La lunghezza del fiume è di 506 km; l'area del bacino è di 31 424 km².